# Мартин, Люси
Люси Мартин (англ. Lucy Martin, род. 5 мая 1990, Уистон, Мерсисайд) — британская профессиональная шоссейная и трековая велогонщица.

## Карьера
Мартин родилась в Уистоне (Мерсисайд), и выросла в Уиднесе (Чешир), где училась в колледже Риверсайд. В возрасте 15 лет её заметила команда олимпийских талантов British Cycling, а затем она перешла в программу олимпийской академии до 23 лет, где выступала в команде Team 100 % ME.
В 2011 году Мартин подписала контракт с женской командой Garmin-Cervélo в качестве одной из четырёх британских гонщиц. После расформирования этой команды она стала одной из шести её участниц, включая всех четырёх британских гонщиц, которых на сезон 2012 года взяла команда AA Drink-leontien.nl. Участвовала в групповой гонке на летних Олимпийских играх 2012 года.
В августе 2015 года Мартин объявила о своём немедленном уходе из велоспорта. Впоследствии, с 2016 года, она присоединилась к команде Orica-GreenEDGE, работая над цифровым контентом и PR команды. Люси Мартин также работает комментатором профессионального велоспорта.

## Достижения

### Трек
2007
Чемпионат Великобритании
2-я в индивидуальной гонке преследования
3-я в гонке по очкам U19
3-я в скрэтче U19
2008
2-я на Кубке мира — гонка по очкам, Манчестер
Чемпионат Великобритании
2-я в гонке по очкам
3-я в скрэтче

### Шоссе
2008
 Чемпионка Великобритании — групповая гонка U19
2009
6-я на Туре Бохума
2010
8-я на Туре Дренте
9-я на Трофи д’Ор
2011
2-я на Чемпионате Великобритании — групповая гонка U23
10-я на Туре острова Чунмин
2012
8-я на Туре острова Чунмин Кубок мира
9-я на Омлоп ван хет Хегеланд
2013
7-я на Кнокке-Хейст — Бредене
2015
5-я на Трофее Мартена Винантса

## Рейтинги
| Год                 | 2009  | 2010  | 2011  | 2012  | 2013  | 2014 | 2015  |
| ------------------- | ----- | ----- | ----- | ----- | ----- | ---- | ----- |
| Мировой рейтинг UCI | 163-й | 107-й | 126-й | 190-й | 300-й | -    | 322-й |
|                     |       |       |       |       |       |      |       |
| Источник: UCI       |       |       |       |       |       |      |       |